# ديفل مان: الطفل الباكي
ديفل مان: الطفل الباكي (بالإنجليزية: DEVILMAN crybaby) هو مسلسل أنمي مقتبس من مانغا الرجل الشيطان للمؤلف جو ناغاي. المسلسل من إخراج ماساكي يواسا وكتابة إيشيرو أوكوشي. عرض في 5 يناير 2018 على نيتفليكس كمسلسل أصلي.

## القصة
بعد صحوة الشياطين وغرق عالم البشر في بحر من الفوضى، يعود الأستاذ الشاب «ريو» من رحلة بحثية خارج البلاد ويصطحب صديقه «أكيرا» الساذج وكثير البكاء إلى حفلة ماجنة، حيث تأخذ الأمور منحًى شيطانيًا.

## الشخصيات
- أكيرا فودو

مؤدي الصوت: كوكي أوتشياما.
- ريو اسوكا

مؤدي الصوت: أيومو موراسي.
- ميكي ماكيمورا

مؤدي الصوت: ميغومي هان.
- ميكو كاواموتو

مؤدي الصوت: آمي كوشيميزو.
- كوجي ناكازاكي

مؤدي الصوت: كينجيرو تسودا.
- سيريني

مؤدي الصوت: أتسوكو تاناكا.
- كايم

مؤدي الصوت: ريكيا كوياما.

## الحلقات
| رقم الحلقة | عنوان الحلقة                                               | تاريخ العرض الأصلي |
| --- | ---------------------------------------------------------- | ------------------ |
| 1 | «أحتاج إليك» "I Need You"                                  | 5 يناير 2018       |
| يعود الأستاذ الشاب "ريو" من رحلة بحثية خارج البلاد ويصطحب صديقه "أكيرا" الساذج وكثير البكاء إلى حفلة ماجنة، حيث تأخذ الأمور منحًى شيطانيًا.   |                                                            |                    |
| 2 | «يد واحدة تكفي» "One Hand Is Enough"                       | 5 يناير 2018       |
| يُصبح "أكيرا" رجلًا مختلفًا تمامًا... إنه أقوى وأكثر نهمًا من ذي قبل، وهو ما دفعه إلى طلب "ريو" للحصول عن إجابات حول تساؤلاته.                   |                                                            |                    |
| 3 | «صدقني!» "Believe Me!"                                     | 5 يناير 2018       |
| يُصاب مصور المشاهير "ناغاساكي" باليأس بعد أن طرده محرره، بينما تتبيّن كل من "سيلين" و"كايم" مصير "أمون"... رفيقهما الشيطان المفقود.           |                                                            |                    |
| 4 | «تعالَ يا أكيرا» "Come, Akira"                              | 5 يناير 2018       |
| تتصل والدة "أكيرا" لتترك رسالة مُنبئة بقرب عودتها، والجميع يتطلع إلى رؤيتها... لكن "ريو" يحذر "أكيرا" من الوثوق في أي بشري.                  |                                                            |                    |
| 5 | «سيلين الجميلة» "Beautiful Silene"                         | 5 يناير 2018       |
| أملًا في إيقاظ جانبه الشيطاني، تتعقّب "سيلين" "أمون"... ولكن في المعركة التي تلت ذلك، فإن روح "أكيرا" البشرية لا تزل قويّة.                    |                                                            |                    |
| 6 | «ليس شيطانًا ولا بشرًا» "Neither Demon Nor Human"            | 5 يناير 2018       |
| يخطط "ريو" لفضح حقيقة الطبيعة الشيطانية لطالب الثانوية الرياضي "كودا" في حدث رياضي مُذاع، وهو ما ينشر الفزع والارتياب بين أفراد المجتمع.     |                                                            |                    |
| 7 | «بشر ضعفاء، وشياطين حكماء» "Weak Humans, Wise Demons"      | 5 يناير 2018       |
| بينما ينغمس البشر في موجة من العنف والارتياب خوفًا من سيطرة الشياطين على العالم، يحاول "أكيرا" إنقاذ مهجني الرجال الشياطين أمثاله.           |                                                            |                    |
| 8 | «يجب أن أعرف نفسي» "I Must Know Myself"                    | 5 يناير 2018       |
| يستعيد "ريو" ذكريات ماضيه بحثًا عن تفسير لأفعاله ودوافعه المبهمة حتى لنفسه، بينما يبحث والد "ميكي" عن زوجته وابنه المفقودين.                 |                                                            |                    |
| 9 | «اذهبوا إلى الجحيم أيها الفانون» "Go to Hell, You Mortals" | 5 يناير 2018       |
| يُستهدف "أكيرا" بسبب تعرضه للخيانة وكشف أمره. وبعد أن قررت "ميكي" استخدام وسائل التواصل الاجتماعي لدعم موقفه، تجد نفسها و"ميكو" مستهدفتين.   |                                                            |                    |
| 10 | «الطفل الباكي» "Crybaby"                                   | 5 يناير 2018       |
| بعد مواجهة "أكيرا" لـ"ريو"، يكشف الأخير حقيقة العفاريت وحقيقته. كما يتحد البشر والعفاريت والرجال الشياطين لخوض معركة فاصلة دفاعًا عن العالم. |                                                            |                    |

## روابط خارجية
- ديفل مان: الطفل الباكي على موقع IMDb (الإنجليزية)
- ديفل مان: الطفل الباكي على موقع روتن توميتوز (الإنجليزية)
- ديفل مان: الطفل الباكي على موقع نتفليكس (الإنجليزية)
- ديفل مان: الطفل الباكي على موقع فيلمافينيتي (الإسبانية)
- ديفل مان: الطفل الباكي على موقع ليتربوكسد (الإنجليزية)
- ديفل مان: الطفل الباكي على موقع كينوبويسك (الروسية)
- ديفل مان: الطفل الباكي على موقع قاعدة بيانات الفيلم (الإنجليزية)
- ديفل مان: الطفل الباكي على موقع ANN anime (الإنجليزية)